# Mistrzostwa Świata w Kajakarstwie Górskim 1999
26. Mistrzostwa świata w kajakarstwie górskim odbyły się w dniach 8–12 września 1999 roku w hiszpańskim La Seu d’Urgell. Zawodnicy rywalizowali ze sobą w ośmiu konkurencjach: czterech indywidualnych i czterech drużynowych.

## Końcowa klasyfikacja medalowa
| Miejsce | Państwo           | Złoto | Srebro | Brąz | Razem |
| ------- | ----------------- | ----- | ------ | ---- | ----- |
| 1       | Czechy            | 3     | 0      | 1    | 4     |
| 2       | Niemcy            | 2     | 1      | 0    | 3     |
| 3       | Polska            | 1     | 2      | 0    | 3     |
| 4       | Francja           | 1     | 0      | 3    | 4     |
| 5       | Kanada            | 1     | 0      | 0    | 1     |
| 6       | Stany Zjednoczone | 0     | 2      | 0    | 2     |
| 7       | Słowacja          | 0     | 1      | 1    | 2     |
| 8       | Australia         | 0     | 1      | 0    | 1     |
| 8       | Słowenia          | 0     | 1      | 0    | 1     |
| 10      | Wielka Brytania   | 0     | 0      | 2    | 2     |
| 11      | Szwajcaria        | 0     | 0      | 1    | 1     |

## Medaliści
| Konkurencja:           | Złoto: | Srebro: | Brąz: |
| C-1 mężczyzn           | Emmanuel Brugvin                                                                                            | Robin Bell                                                                                                   | Michal Martikán                                                                                               |
| C-1 drużynowo mężczyzn | Polska · Krzysztof Bieryt · Sławomir Mordarski · Mariusz Wieczorek                                          | Niemcy · Stefan Pfannmöller · Nico Bettge · Martin Lang                                                      | Francja · Patrice Estanguet · Emmanuel Brugvin · Tony Estanguet                                               |
| C-2 mężczyzn           | Czechy · Marek Jiras · Tomáš Máder                                                                          | Polska · Krzysztof Kołomański · Michał Staniszewski                                                          | Francja · Eric Biau · Bertrand Daille                                                                         |
| C-2 drużynowo mężczyzn | Czechy · Marek Jiras i Tomáš Máder · Jaroslav Volf i Ondřej Štěpánek · Jaroslav Pospíšil i Jaroslav Pollert | Słowacja · Roman Štrba i Roman Vajs · Milan Kubáň i Marián Olejník · Pavol Hochschorner i Peter Hochschorner | Francja · Frank Adisson i Wilfrid Forgues · Eric Biau i Bertrand Daille · Philippe Quemerais i Yann Le Pennec |
| K-1 mężczyzn           | David Ford                                                                                                  | Scott Shipley                                                                                                | Paul Ratcliffe                                                                                                |
| K-1 drużynowo mężczyzn | Niemcy · Thomas Becker · Ralf Schaberg · Jakobus Stenglein                                                  | Słowenia · Andraž Vehovar · Fedja Marušič · Miha Štricelj                                                    | Czechy · Tomáš Kobes · Jiří Prskavec · Vojtěch Bareš                                                          |
| K-1 kobiet             | Štěpánka Hilgertová                                                                                         | Beata Grzesik                                                                                                | Sandra Friedli                                                                                                |
| K-1 drużynowo kobiet   | Niemcy · Susanne Hirt · Evi Huss · Mandy Planert                                                            | Stany Zjednoczone · Mary Marshall Seaver · Rebecca Bennett · Sarah Leith                                     | Wielka Brytania · Heather Corrie · Rachel Crosbee · Amy Casson                                                |